# Källstorp, Trelleborgs kommun
Källstorp är kyrkbyn i Källstorps socken på Söderslätt i Trelleborgs kommun. Här finns Källstorps kyrka och Tullstorpsån rinner alldeles intill.
I närheten ligger Jordberga slott med Källstorpstenen i sin park.